# Grünlicher Scheinbockkäfer
Der Grünliche Scheinbockkäfer (Oedemera lurida) ist ein Käfer aus der Familie der Scheinbockkäfer (Oedemeridae). Der Grünliche Scheinbockkäfer ist nicht zu verwechseln mit dem Grünen Scheinbockkäfer (Oedemera nobilis).

## Merkmale
Die Käfer werden fünf bis sieben Millimeter lang, die meisten anderen Arten der Gattung sind etwas größer. Sie haben einen langen und schmalen Körper mit nach hinten zu schmäler werdenden Deckflügeln. Diese sind dunkel graugrün oder bläulich gefärbt und sind von dichten grauen Härchen besetzt.

### Ähnliche Arten
Der Graugrüne Schenkelkäfer (Oedemera virescens) hat eine ähnliche Färbung der Flügeldecken, wird jedoch 8 bis 11 Millimeter lang.

## Vorkommen
Die Tiere kommen in der gesamten Paläarktis vor und leben an und blumenreichen Wiesen. Sie sind häufig anzutreffen. 

## Lebensweise
Die Imagines findet man zwischen Mai und Juli an Waldrändern, auf Lichtungen oder auf blumenreichen Wiesen. Sie ernähren sich von Pollen und Nektar. Die Larven fressen das Pflanzengewebe, in dem sie leben.

## Synonyme
- Necydalis lurida Marsham, 1802